# Marcewo
Marcewo (prononciation : [marˈt͡sɛvɔ]) est un village polonais de la gmina de Słupca dans le powiat de Słupca de la voïvodie de Grande-Pologne dans le centre-ouest de la Pologne.
Il se situe à environ 8 kilomètres au nord-est de Słupca (siège de la gmina et du powiat) et à 70 kilomètres à l'est de Poznań (capitale régionale).
Le village possédait une population de 100 habitants en 2008.

## Histoire
De 1975 à 1998, le village faisait partie du territoire de la voïvodie de Konin, et jusqu'en 1954, il était le chef-lieu de la gmina de Młodojewo.

Depuis 1999, Marcewo est situé dans la voïvodie de Grande-Pologne.